# Братья Кратт
Мартин Уильям «Март» Кратт (Martin William Kratt; род. 23 декабря 1965 года в Уоррене, округ Сомерсет, штат Нью-Джерси, США) и Кристофер Фредерик Джеймс «Крис» Кратт (Christopher Frederick James "Chris" Kratt; род. 19 июля 1969 года, там же), известные вместе как Братья Кратт — американско-канадские телевизионные деятели, профессиональные биологи, авторы и ведущие нескольких образовательных передач и сериалов, знакомящих детей с животным миром. Обладатели ряда общих номинаций и премий телевизионных и экологических наград, включая дневную премию «Эмми», Aurora Awards, Genesis Awards, Youth Media Alliance Awards, Prix Jeunesse International Awards, Banff World Media Award, Conservation Awards, International Wildlife Media Awards и другие.

## Биография

### Мартин Кратт
Мартин Уильям Кратт родился 23 декабря 1965 года в городке Уоррен округа Сомерсет американского штата Нью-Джерси, провёл там детство и юность. Получил высшее образование и степень бакалавра зоологии в Университете Дьюка (Северная Каролина). Женат на Лауре Уилкинсон, отец двух сыновей, Гэвина и Ронана. Любит водные виды спорта, предпочитает греблю на каноэ и каяке.

### Крис Кратт
Кристофер Фредерик Джеймс «Крис» Кратт родился 19 июля 1969 года, как и его брат, в Уоррене, Нью-Джерси, провёл там детство и юность. Получил степень бакалавра биологии в Карлтонском колледже. В 1990 году прошёл ординатуру, работая в штате Международного общества сохранения природы в Вашингтоне. Проводил экологические исследования по грантам Национального научного фонда США и фонда Т.Дж. Уотсона.
Женат на Тане Кратт, имеет двух сыновей, Эйдана и Нолана. Держит сенбернара по кличке Куджо. Как и его старший брат, любит водный спорт, но предпочитает плавание с аквалангом.

## Общее творчество
В 1993 году братья основали компанию Kratt Brothers Company, организующую программы для детей в зоопарках, парках развлечений, театрах и т. п., а c 1996 года также производящую «живые» образовательные телепрограммы и анимационные фильмы, знакомящие юных зрителей с дикой природой. Среди наиболее известных:
- Kratts' Creatures (англ.) (PBS, лето 1996 с перепоказами)
- Zoboomafoo (англ.) (PBS Kids, США, и Discovery Kids, Великобритания, 1999—2001)
- Be the Creature (англ.) (National Geographic и Knowledge Network, 2003—2005)

В настоящее время оба живут в Оттаве (Канада), где основали анимационную студию, c 2010 года производящую образовательный мультсериал en:Wild Kratts (для PBS Kids и TVOKids, США, и POP, Великобритания), где братья «играют самих себя». Старший сын Криса и сыновья Мартина также «играли себя» в ряде эпизодов сериала, не являясь, однако, по сценарию как-либо связанными с главными героями.

## Номинации и награды
Ниже перечислена часть общих наград программам/сериалам, как созданным братьями и снимаемым на созданных ими студях, а также частных наград одному или обоим братьям по их конкретной функции в конкретной программе или её выпуске/серии. Опущено сравнимое количество частных номинаций и наград, присужденных за соотвертствующие функции другим членам съёмочного персонала (режиссёрам, монтажерам и т. д.), а также создателям сопутствующей продукции — дизайнерам страниц программ на сайтах телекомпаний, программистам созданных по мотивам компьютерных игр и т. д.
Genesis Awards
- 1996 и 1997 — за Kratts' Creatures

Дневная премия «Эмми»
- 2012 — Номинация в категории «Выдающиеся сценарии для детского сериала» — Мартин и Крис Кратт (за сериал Wild Kratts)[7]
- 2013 — Номинация в категории «Выдающиеся сценарии для детского сериала» — Мартин и Крис Кратт (за Wild Kratts)[8][9][10]
- 2014 — Номинация в категории «Выдающиеся сценарии для детского сериала» — Мартин и Крис Кратт (за Wild Kratts)[11][12]

Canadian Screen Award
- 2015 — Номинация в категории «Лучший сценарий для анимационной программы или сериала» — Крис Кратт (за Wild Kratts)

Aurora Awards
- 2012 — Платиновый приз за лучшую программу в категории «Развлекательные или документальные программы для детей или подростков» (Wild Kratts, за серию Whale of a Squid)[13]
- 2013 — Платиновый приз в той же категории (Wild Kratts, за серию Secrets of the Spider’s Web)[14]
- 2014 — Золотой приз в категориях «Развлекательные или документальные программы для детей или подростков» и «Лучший сценарий» (Wild Kratts, за серию When Fish Fly)[15]

Banff World Media Festival
- 2014 — номинация на Rockie Award в категории Children’s Fiction (за Wild Kratts)[16]